# Leda (mitologia)
Leda (stgr. Λήδα Lḗda, łac. Leda) – w mitologii greckiej królewna etolska, królowa Sparty, kochanka Zeusa.
Uchodziła za córkę Testiosa i Eurytemidy (Eurytemis; lub Leukippe) oraz za żonę Tyndareosa. Była matką Dioskurów (Kastora i Polideukesa) oraz Heleny i Klitajmestry, a także Filonoe (Fylonoe), Timandry i Fojbe (Febe).
Jedna z wersji mitu podaje, że tej samej nocy Leda oddała się Zeusowi (który przybrał postać łabędzia) i swojemu mężowi. Stąd za ojca Polideukesa i Heleny uchodził Zeus, natomiast Kastora i Klitajmestry – mąż Ledy.

Zeus w postaci łabędzia zszedł się z Ledą, a jeszcze tej samej nocy obcował z nią Tyndareos; urodziła Zeusowi Polideukesa i Helenę, a Tyndareosowi Kastora i Klitajmestrę.

Motyw Ledy i łabędzia zawarli w swojej twórczości tacy artyści jak: Leonardo da Vinci, Michał Anioł, Baldassare Peruzzi, François Boucher, Salvador Dalí, Louis de Silvestre, Antonio Allegri da Correggio, Paolo Veronese i Tintoretto.

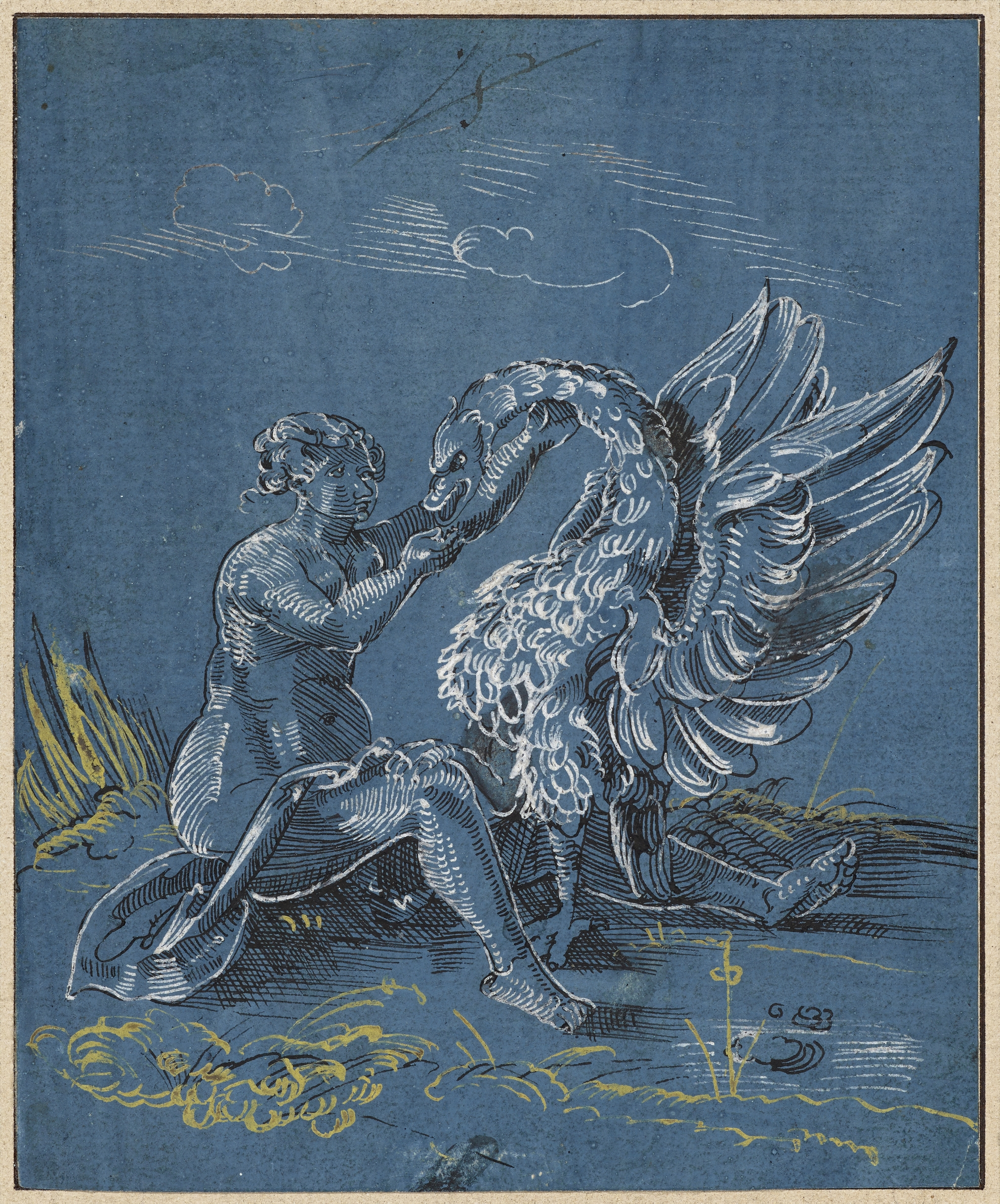
Leda i łabędź, Virgil Solis

Imieniem królowej nazwano jedną z planetoid – (38) Leda oraz księżyc Jowisza – Leda.

## Popkultura
- W grze Assassin's Creed Odyssey Leda jest tematem jednego z wątków pobocznych. Okazuje się, że przyjaciel głównego bohatera Barnabas był niegdyś jej mężem i żyje z przekonaniem, że jego żona nie żyje. Za sprawą zatrutego wina doznaje wizji, w których widzi swoją ukochaną całą i zdrową. Gracz szuka tropów Ledy u Kirke, Eurylochosa oraz Polifema.